# Condado de Maury
O Condado de Maury é um dos 95 condados do Estado americano do Tennessee. A sede do condado é Columbia, e sua maior cidade é Columbia. O condado possui uma área de 1 594 km² (dos quais 7 km² estão cobertos por água), uma população de 69 498 habitantes, e uma densidade populacional de 44 hab/km² (segundo o censo nacional de 2000). O condado foi fundado em 1807.